# Tenho Você
"Tenho Você" é uma canção do cantor e compositor brasileiro Davi Sabbag lançada como primeiro single de seu primeiro extended play (EP) Quando (2018). A canção é o primeiro single solo do cantor após o encerramento da Banda Uó, a qual ele fazia parte, e foi lançada no dia 24 de julho de 2018 de maneira independente e distribuída pela Milk Digital.
Escrita e produzida por Sabbag, Damien Seth e Pedrowl, "Tenho Você" é uma balada romântica de pop e R&B sobre ser grato a um amor em sua vida e valorizar sua companhia. O videoclipe da canção foi gravado em várias cidades na Espanha e teve direção de Vinícius Cardoso. Lançado no mesmo dia da canção, 24 de julho de 2018, o videoclipe conta com mais de 1,7 milhão de visualizações na plataforma de vídeos YouTube, enquanto a canção já soma mais de 6,5 milhões de streamings na plataforma de músicas Spotify, somando mais de 8 milhões de streamings combinados.

## Desenvolvimento
Após oito anos a frente da Banda Uó, Davi Sabbag e seus parceiros de banda Mateus Carrilho e Candy Mel decidiram anunciar o término da banda em 2017 e seguir carreiras solo. No final do mesmo ano, Sabbag então iniciou a produção do que se tornaria posteriormente um extended play (EP). Referente à sonoridade, Sabbag se distanciaria totalmente do som produzido pela banda e sua veia cômica, afirmando numa entrevista ao Portal PopLine: "Acho que uns quatro anos que estou com isso na cabeça, pensando… [...] É um processo você descobrir sua sonoridade depois de tanto tempo fazendo uma coisa, buscando referências de vários lugares… Mas eu sempre tive essa veia [romântica]. Eu tenho playlists no Spotify e elas são todas meio R&B, meio românticas. Algumas eletrônicas… Sempre gostei de escutar bastante jazz, sempre fui de uma música mais “chill”. Tenho o lado mais eletrônico, que gosto muito, mais pesado, de rave, porque a gente tem vários lados, mas essa construção de achar a minha sonoridade é um processo interessante. Eu descobri que realmente queria fazer isso de uns dois anos pra cá, quando a gente já estava namorando essa ideia de dar uma pausa. Decidi que era isso que eu queria fazer, porque é o que pega mais em mim."
No dia 16 de julho de 2018, o cantor anunciou o lançamento do que se tornaria seu primeiro single solo, "Tenho Você", anunciando também a sua data, 24 de julho de 2018. Acompanhada com o anúncio, a capa do single foi revelada, mostrando o cantor sem camisa perto de uma praia. Sobre a capa, ele comentou: "Na capa do single, também estou sem camisa. É uma simbologia. Não é só o biscoito. Sei que as pessoas gostam de me ver sem camisa – tem todo um lance mais sexual real – mas atrás daquilo, para não ficar uma coisa de graça, eu queria essa ideia."

## Composição
"Tenho Você" foi escrita e produzida por Sabbag, Damien Seth e Pedro Lima (sob o codinome de produtor Pedrowl). A canção é uma balada romântica com acordes de R&B e uma textura eletrônica em seu refrão. Sobre o acorde inicial da canção, Sabbag utilizou os mesmos acordes da versão acústica da canção "Love Galore" da cantora norte-americana SZA. Sobre o sample, ele discorreu: "Amo a SZA e essa safra R&B nova, escuto bastante e coloco nas minhas playlists. [“Tenho você”] tem um sample de uma versão acústica instrumental de 'Love Galore'. Quando tava construindo a música, procurei um violão pra ter de base e encontrei exatamente o dedilhado que estava na minha cabeça. O plano era gravar outro depois e até gravei, mas gostei tanto do inicial que decidi manter e paguei os direitos pra usar."
"Tenho Você" apresenta em sua letra um agradecimento a uma pessoa amada por estar presente em sua vida e valoriza a companhia da pessoa amada. O cantor explicou que a canção foi escrita em homenagem ao seu então namorado, que havia terminado e reatado durante o processo da canção. Sobre a composição, ele explicou: "[...] Durante minha vida, sempre estive muito sozinho. Desde a infância. [...] Eu cresci e aprendi a ser mais autossuficiente. Em todas as minhas relações de namoro, a partir do momento que comecei a namorar, sempre tive dificuldade de me entregar para as pessoas. Por crescer muito sozinho e ter a dificuldade de ter uma pessoa. Aí, em determinado momento da minha vida, cruzei com uma pessoa que me fez conseguir sair um pouco dessa concha. Mesmo nesses momentos – eu falo isso na música – em que você está mal, você pensa naquela pessoa e sabe que tem ela. Quando escrevi essa música, eu tinha terminado meu namoro e estava com essas coisas na cabeça. Terminei muito por causa disso – não conseguir estar com outra pessoa. Entendeu? Não conseguir lidar com isso bem. Mas eu sabia que tinha essa pessoa e poderia contar mesmo nos momentos ruins, enfim."

## Videoclipe
O videoclipe da canção foi gravado em quatro cidades espanholas: Barcelona, Madrid, Ibiza e Palma de Mallorca e conta com a direção do filmmaker Vinícius Cardoso. Acerca da escolha do local, Sabbag explicou: "Um, porque ele é muito bonito. Dois, porque um amigo estava viajando e meu namorado estava indo para a Espanha. Era a época de gravar meu clipe, a gente já tinha programado. Daí eu vi se era possível a gente gravar lá. A gente organizou a agenda, eu fui e a gente fez a filmagem. Tudo veio a calhar no momento certo. Eu estava procurando lugares para gravar na rua, mas São Paulo tem muito cara de São Paulo. E a Banda Uó já tinha gravado aqui. Eu queria um lugar que fosse mais neutro. Não era minha intenção gravar na Espanha e parecer a Espanha. Era só para ter um pano de fundo mais atraente para os olhos. A gente se organizou direitinho e resolveu gravar lá. Tanto que não tem nenhum monumento histórico, ponto turístico… queria uma coisa neutra."
O videoclipe mostra a rotina do cantor: acordando, tomando banho, pensando na pessoa amada, e caminhando para tentar reencontrá-la. Davi também aparece de cueca e sem roupa embaixo do chuveiro, o qual ele comentou posteriormente: "Eu queria botar cenas de rotina – acordando, tomando banho – e essas coisas se faz pelado mesmo (risos)". O cantor teceu mais comentários acerca das cenas e disse: "Eu achei que tinha que ser uma história contada da forma que é. Quis passar uma rotina. Só coloquei de pano de fundo um lugar bonito. Mas é como se fosse meu dia a dia: eu acordando, tomando banho… O clipe gira em torno disso – eu ali na minha vida, pensando nas merdas que fiz, 'poxa, pra quê?', caminhando para algum lugar. O intuito, a história que ele traz, é como se eu estivesse caminhando em direção a essa pessoa, indo de volta a ela, porque a história é meio que essa. Estou ali, sei que tenho a pessoa, e estou trilhando o caminho de volta para encontrá-la."

## Créditos
Créditos adaptados do Tidal.
- Davi Sabbag - vocal, composição, produção
- Damien Seth - produção, composição
- Pedro Lima - produção, composição
- Sérgio Santos - mixer
- CESRV - mixer

## Certificação e vendas
| Região                                                                                             | Certificação | Vendas  |
| -------------------------------------------------------------------------------------------------- | ------------ | ------- |
| Brasil (Pro-Música Brasil)                                                                         | Ouro         | 40,000* |
| *números de vendas baseados somente na certificação ^distribuições baseadas apenas na certificação |              |         |